# Cheikh Heidar
Pour les articles homonymes, voir Haydar.
Cheikh Heidar (en persan : شیخ حیدر / Šeyx Heydar), mort en 1488, fut le chef de l'ordre Safavieh, un courant hétérodoxe de l'islam, issu du soufisme et proche du chiisme, de 1460 à sa mort, succédant à son père Djoneid. Haydar fut l'époux de la princesse gréco-turkmène Halima, fille d'Uzun Hasan et de son épouse Théodora, et le père de chah Ismaïl Ier, le fondateur de la dynastie séfévide.